# Haas F1 Team
A Haas F1 Team, jelenleg MoneyGram Haas F1 Team, egy amerikai Formula–1-es csapat, amely 2016-tól szerepel a sorozatban. Az istálló alapítója az amerikai üzletember, Gene Haas, aki a NASCAR-ban az egyik csapat társtulajdonosa. A csapat jelenlegi főszponzora a MoneyGram.
A bemutatkozó versenyen Romain Grosjean a pontszerző hatodik helyen végzett. A konstruktőrök értékelését a csapat a bemutatkozó évben a 8. helyen zárta. Eddigi legjobb szezonjuk a 2018-as volt, amikor 5. helyen végeztek a konstruktőrök között. Jelenlegi párosuk Esteban Ocon és Oliver Bearman.

## Történelem

### Előkészületek

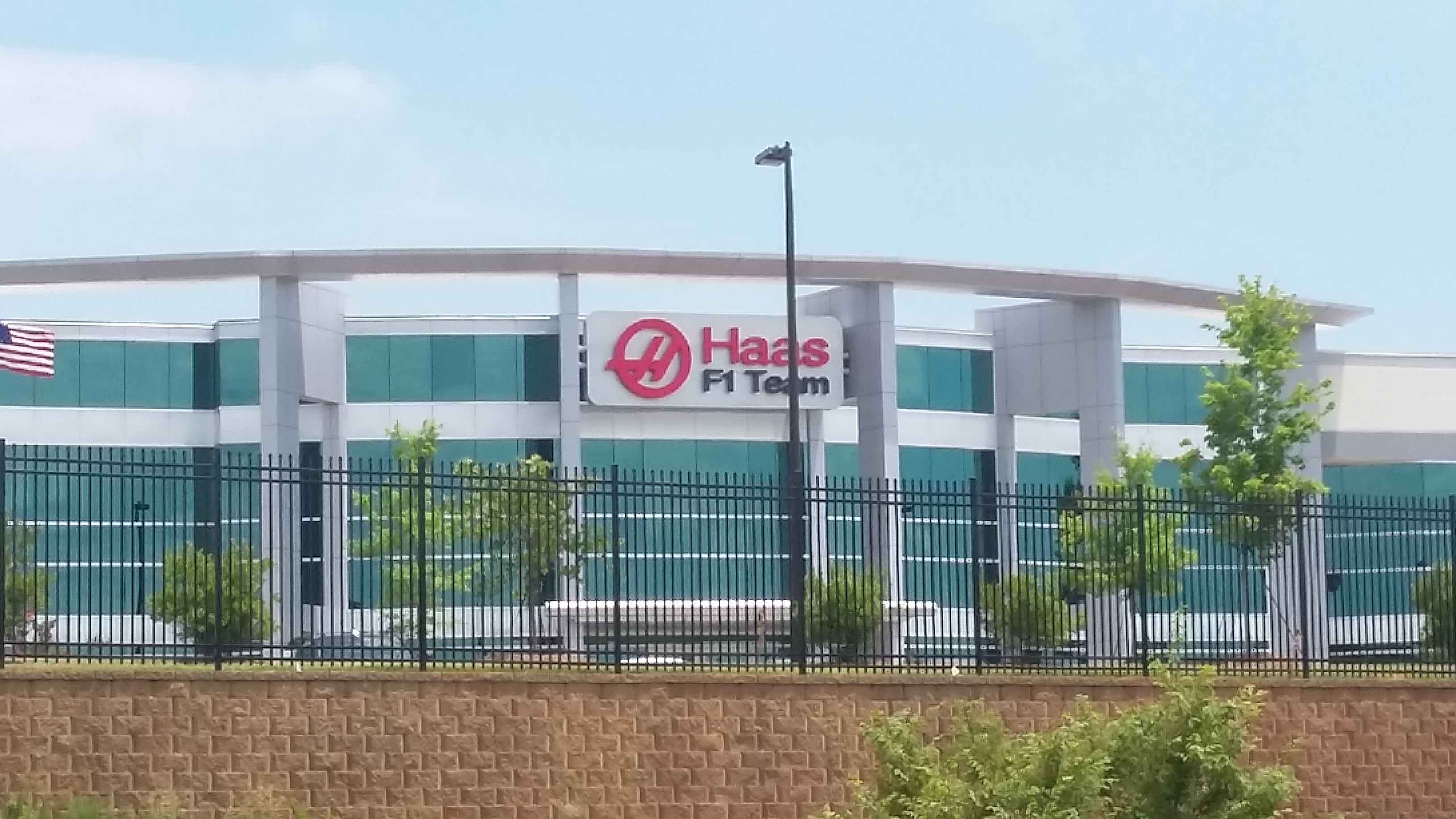
A Haas amerikai központja

2014 januárjában bejelentette az amerikai NASCAR sorozatban is egy csapatot tulajdonló Gene Haas, hogy beadta licenckérelmét a Nemzetközi Automobil Szövetségnek a 2015-ös Formula–1-es szezonban való indulásra. Áprilisban kiderült, hogy az engedélyt megkapta az amerikai, ám egy hónappal később a sajtó nyilvánosságára hozta, hogy csapata debütálása 2016-ra fog tolódni. Az év végén csődbe menő Marussia elárverezése után a Haas megszerezte a csapat Banbury központját, megszerezte magának a Ferrari motorokat, kasztnijuk megépítőjének pedig megnyerték maguknak a neves olasz gyártót, a Dallarát. Eldőlt az is, hogy a Jaguar Racing, valamint a Red Bull Racing korábbi technikai igazgatójával, Günther Steinerrel egy, a Formula–1-ben már tapasztalt szakember foglalja el a csapatvezetői posztot, míg autóikba a 2015-ös év végén a Lotus sikertelenségéből kiábránduló Romain Grosjean és a ferraris kapcsolatok révén Esteban Gutiérrez ül majd. Ezzel ellentétben a Haas megközelítését kritizálták a kisebb, saját költségvetéssel rendelkező privát csapatok, és aggodalmukat fejezték ki a gyártók és a kiscsapatok közötti szoros kapcsolatok miatt.
A Haas megítélése a Ferrarival folytatott széleskörű partnerség miatt vegyes fogadtatásban részesült. A csapat örömmel fogadta az úttörő, alacsony költségű megoldást, amely lehetővé tette az új csapatok Formula–1-be való bejutását és versenyképességét, ami a sport számára létfontosságú volt a HRT és a Caterham, valamint a későbbi Manor csődje után.

### 2016
A csapat egyik versenyzője a Lotustől távozó Romain Grosjean lett, ezt 2015. szeptember 29-én jelentette be a csapat. 
 2015. október 30-án, a mexikói nagydíj hétvégéjén a csapat bejelentette másik versenyzőjét, a korábbi Ferrari tartalék-, egyben tesztpilótáját a mexikói Esteban Gutiérrezt.

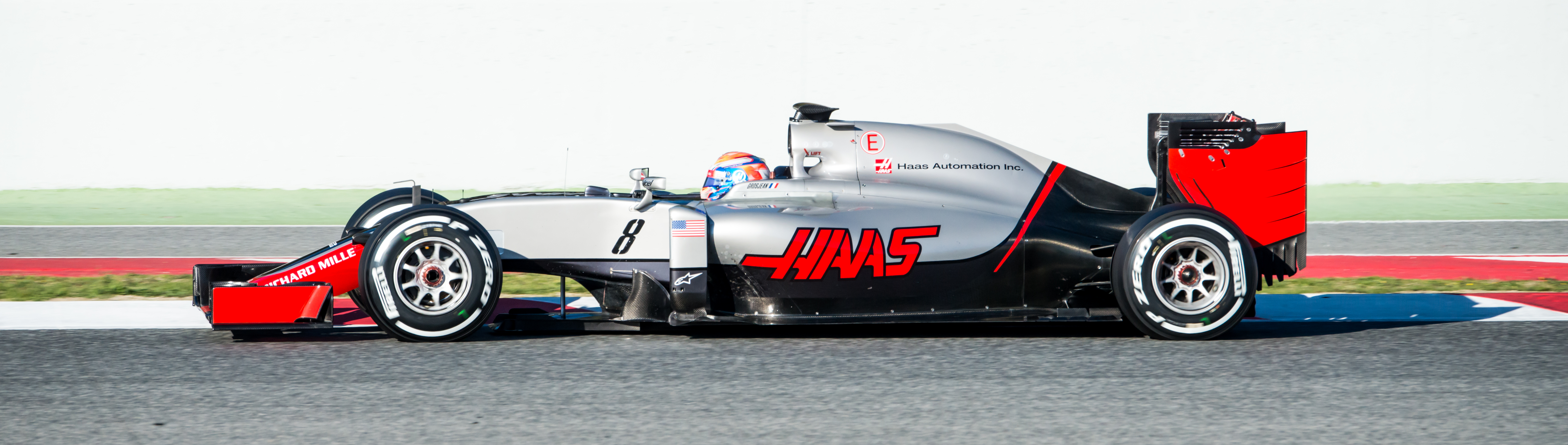
Haas VF-16

Január 8-án bejelentették, hogy az FIA töréstesztjén hivatalosan átmentek. Február 21-én, vasárnap Barcelonában, a Circuit de Barcelona-Catalunya versenypályán leleplezték a VF-16-os kódjelű első autójukat.
Március 10-én bejelentették első tartalékpilótájukat, a mindössze 17 éves amerikai Santino Ferruccit.

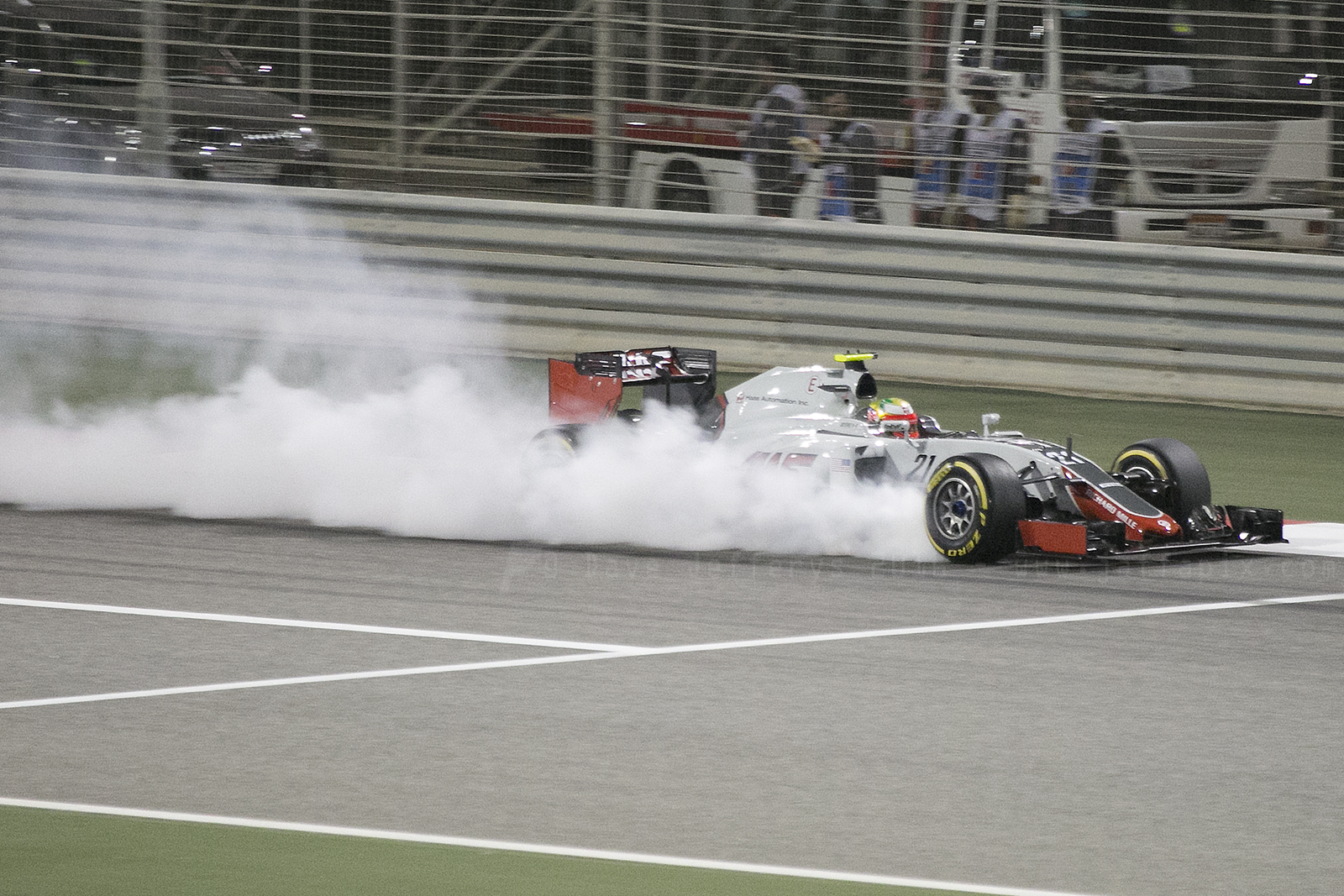
Gutiérrez elfékezi a bahreini első kanyart

A szezonnyitó ausztrál nagydíjon Romain Grosjean megszerezte a csapat első pontjait, mivel a hatodik helyre hozta be az autót (és ezzel az alakulat lett az első olyan amerikai csapat, amely első versenyén pontot szerzett). A másik pilóta Esteban Gutiérrez, Fernando Alonso kemény balesete miatt kiesett. A csapat ezzel az első konstruktőr lett, amely első versenyén pontokat szerzett a Toyota 2002-es szezonja óta.
A bahreini nagydíj időmérő edzésén a csapat megint remekelt, Grosjean a kilencedik helyre kvalifikálta magát, míg Gutiérrez csak a 13. helyet tudta megszerezni. A futam ismét lenyűgözően sikerült, Grosjean ötödikként ért célba.
A nagy lendülettel indult szezont a csapat visszaeséssel fejezte be, az azévi össz 29 pontból a szezon második felében mindössze egyet sikerült gyűjteni a amerikai nagydíjon. 2016-ot végül 8. helyen zárták a csapatok közt, és az összes pont Grosjean neve mellett szerepelt. Erre reagálva 2016. november 11-én a csapat megköszönte Gutiérrez azévi munkáját, Grosjean mellé pedig 2017-re leszerződtették Kevin Magnussen-t.

### 2017

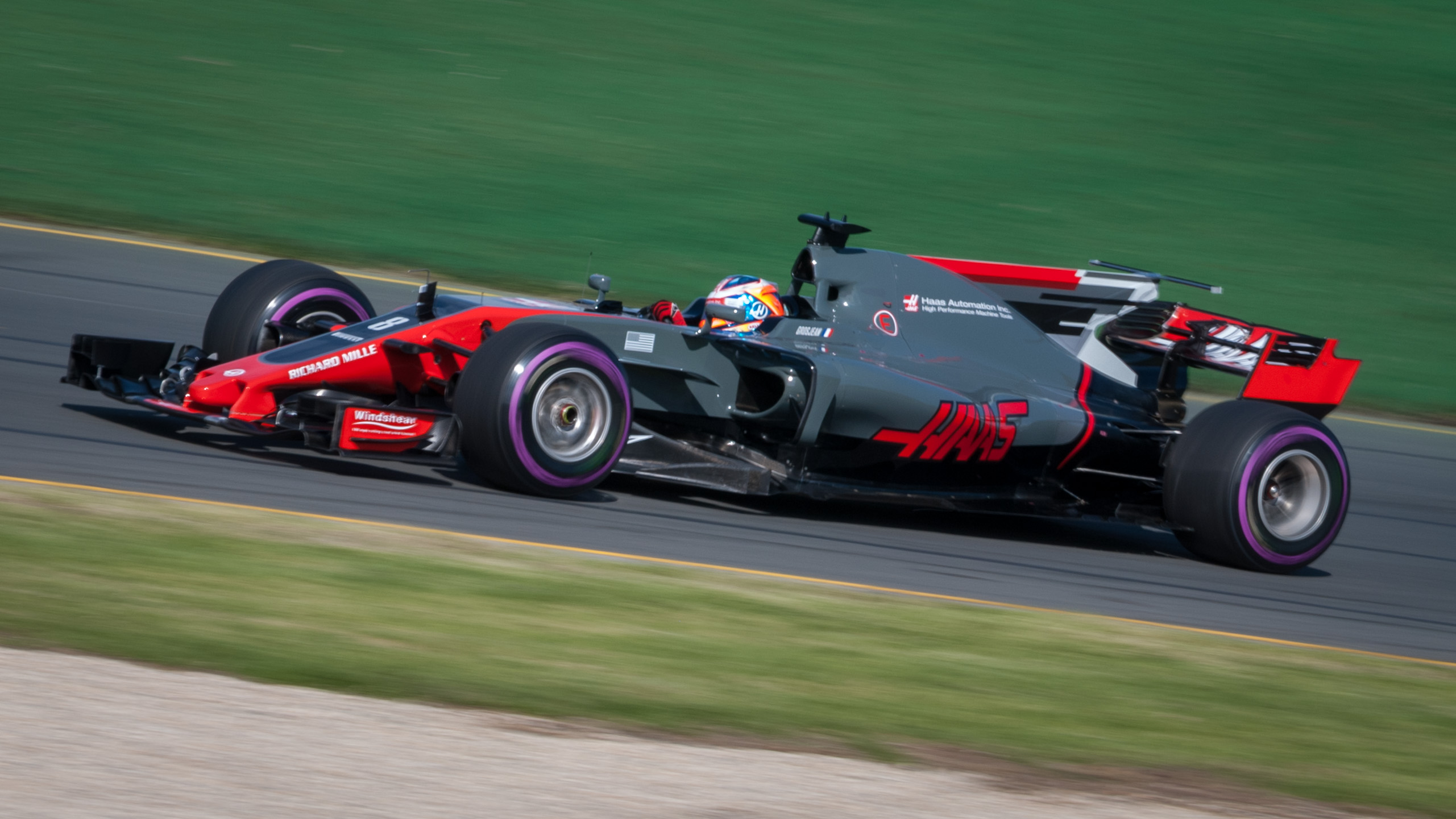
Grosjean a VF-17 volánjánál

A szezon első időmérőjén a csapat eddigi legjobb kvalifikációját produkálta, Grosjean megszerezte a 6. rajtkockát. A versenyen azonban mindkét versenyzőt hátráltatták az autók teljesítményét egész hétvégén akadályozó problémák, amelyek először csak az autók teljesítményét csökkentették, majd mindkét autó feladta a versenyt.

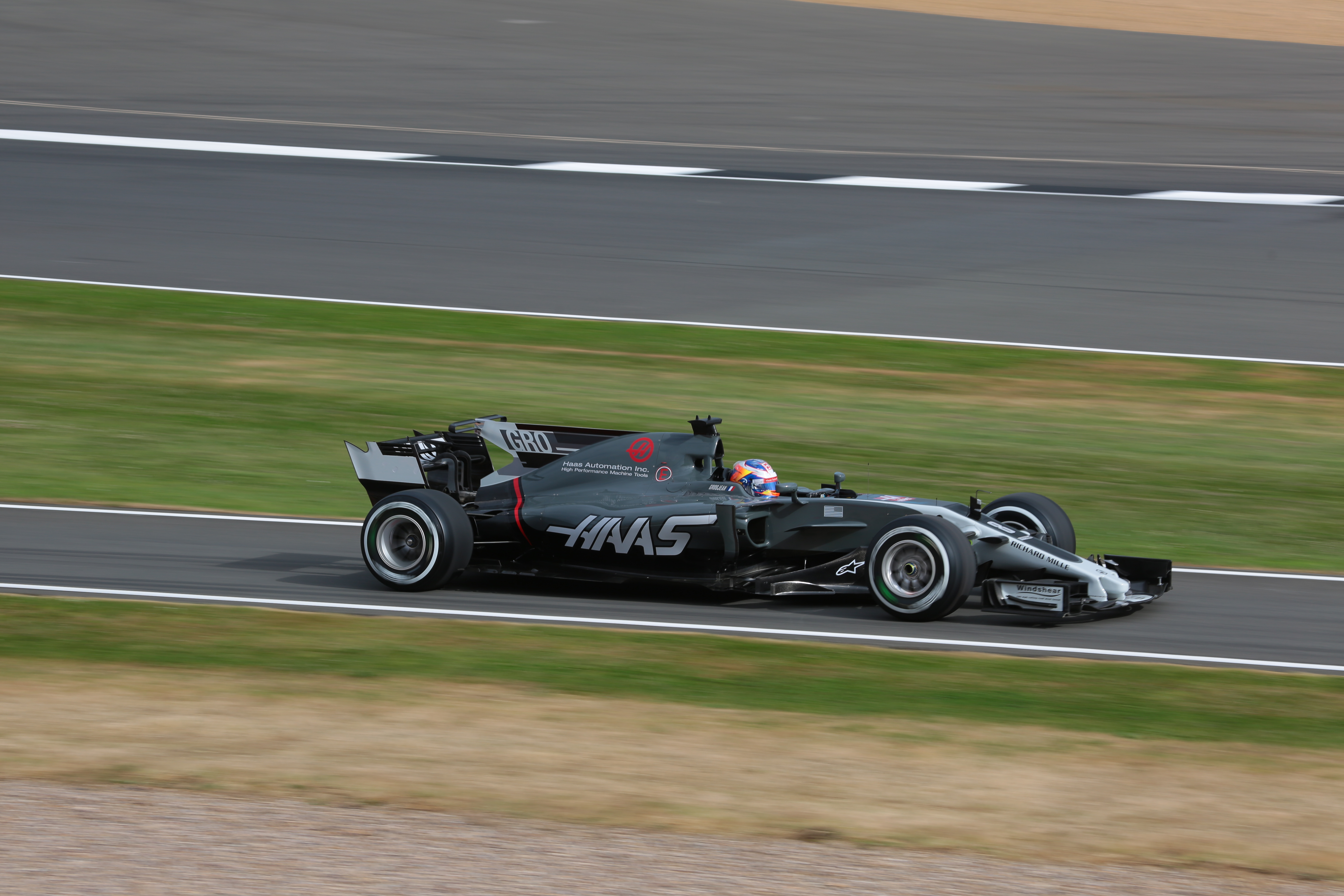
A VF-17 festése a monacói nagydíjat követően szürkébb lett

A kínai nagydíj már jobban sikerült a csapat számára, mivel Kevin Magnussen nyolcadik lett, megszerezve első pontjait a 2016-os szingapúri nagydíj óta.
A csapat sikeresebben folytatta az évet, mint egy évvel korábban, a monacói nagydíjon pedig a csapat megszerezte első kettős pontszerzését, ahol Grosjean nyolcadik, Magnussen pedig a tizedik helyen ért célba, a Williamses Felipe Massával kettejük közt. A Haas az év végén zsinórban másodszorra a 8. helyen végzett, miután a Renault megelőzte őket az utolsó versenyeken, pontjaikat azonban közel megduplázták 2016-hoz képest.

### 2018

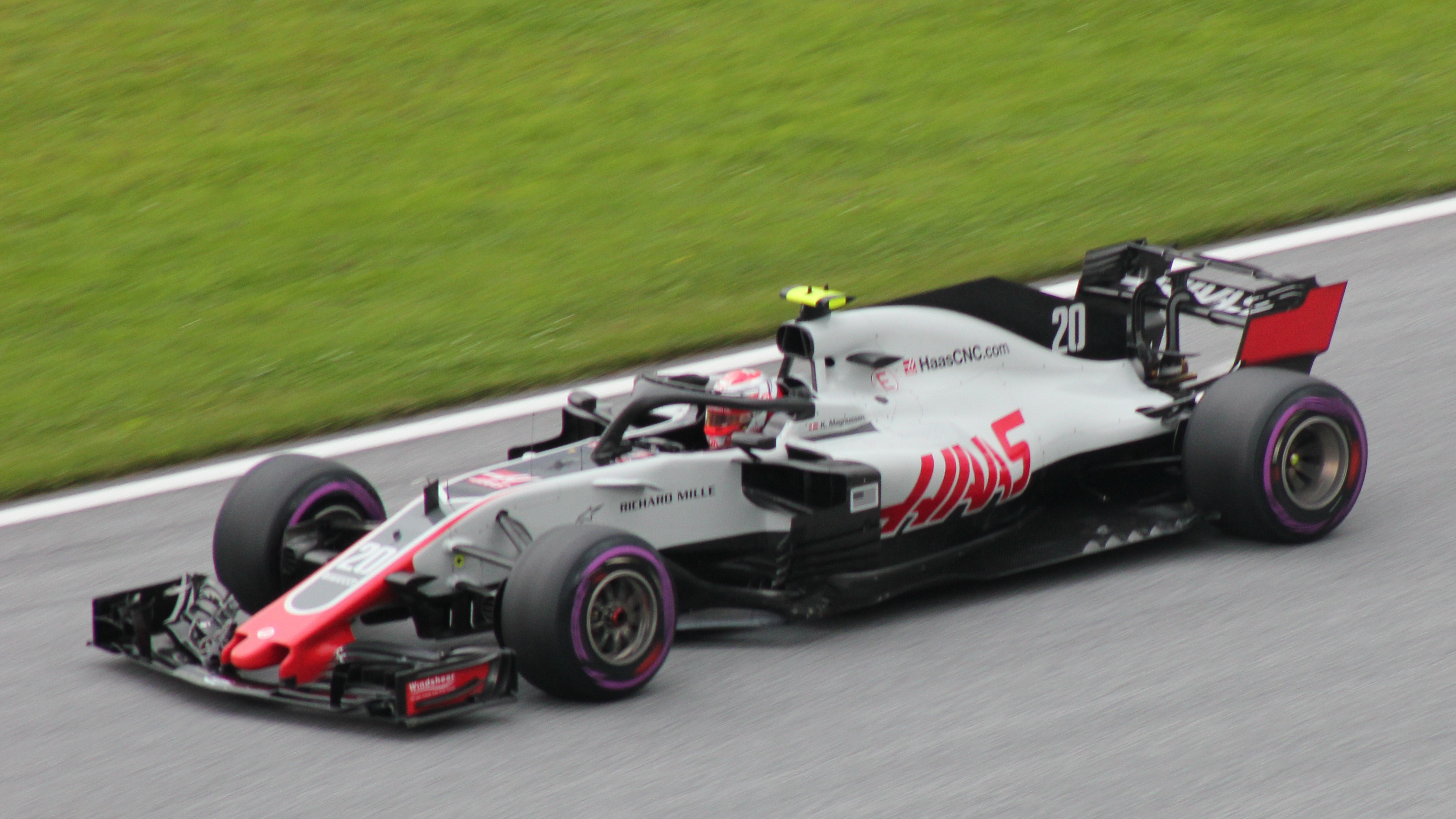
Magnussen Ausztriában

2018. február 14-én a Haas bemutatta új autóját, a VF-18-at. A téli tesztek után a Haas egy rendkívül versenyképes autóval mutatkozott be Ausztráliában; a csapat eddigi legjobb kvalifikációján volt túl, a két Haas a harmadik rajtsort kaparintotta meg Magnussen-Grosjean sorrendben. A versenyen azonban a szerelők mindkét autó boxkiállásakor nem rögzítettek megfelelően egy abroncsot, és a 23. körben Magnussen, egy körrel később pedig Grosjean kényszerült feladni a versenyt. A pilóták közül a következő versenyeken csak Magnussen szerzett pontokat, Grosjean pedig sorozatos baklövésekkel szenvedett az osztrák nagydíjig, ahol azonban mind ő, mind a csapat fellélegezhetett; Grosjean egy 4. hellyel, Magnussen pedig egy 5. hellyel támogatta a csapat azévi első kettős pontszerzését.
A szingapúri nagydíj Magnussen megszerezte a Haas első leggyorsabb körét a verseny 50. körében.
A csapat 2018-ban messze legjobb szezonját futotta, 93 ponttal lett ötödik a konstruktőrök bajnokságában, 29 pontra a negyedik Renault-tól.

### 2019

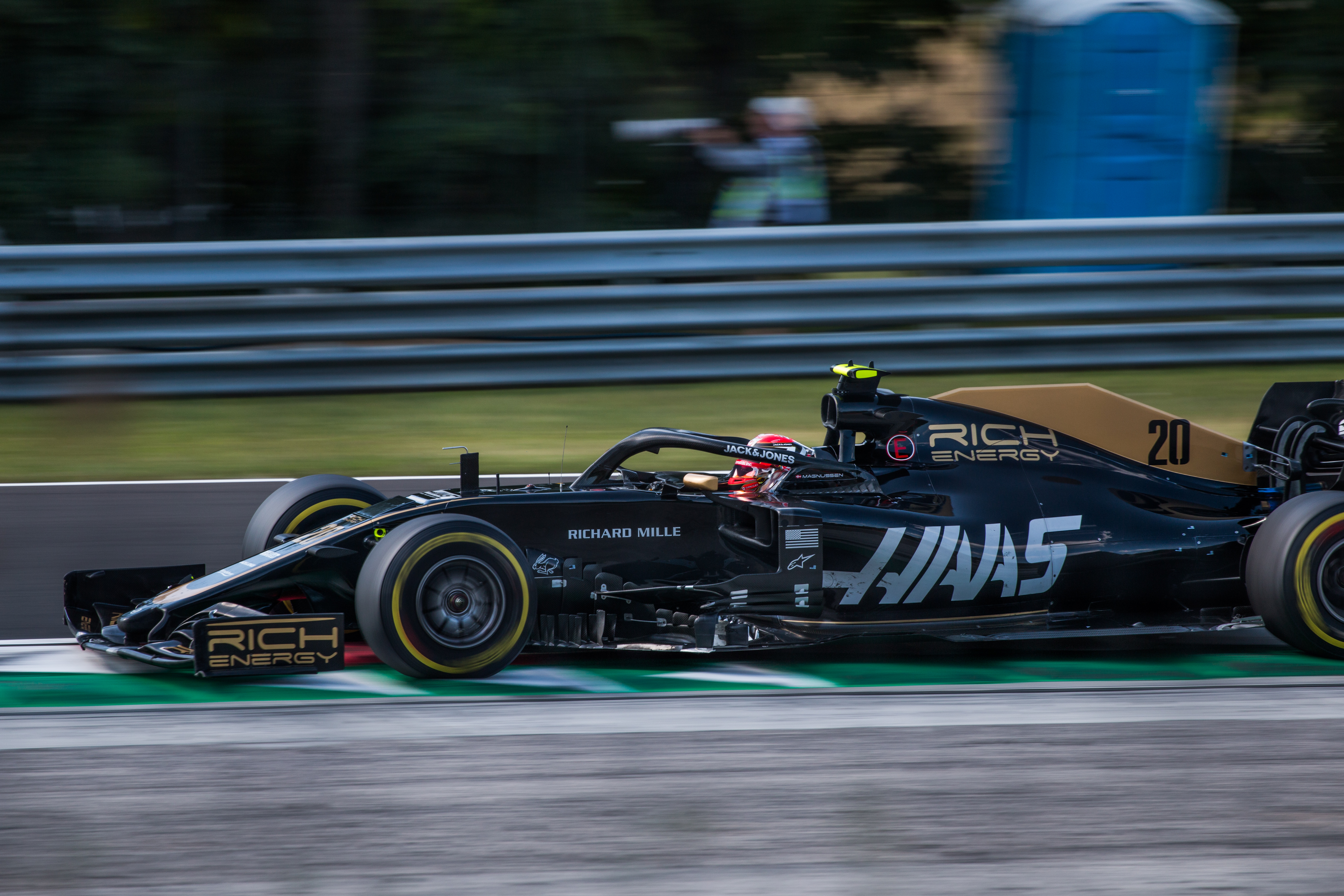
Magnussen a magyar nagydíjon

2018. szeptember 28-án megerősítették, hogy 2019-ben is a Grosjean-Magnussen páros alkotja majd a csapat versenyzőit. 2018. október 25-én bejelentették, hogy a Haas több éves szponzorációs szerződést kötött a Rich Energy-vel, minek keretein belül 2019-től a csapat neve Rich Energy Haas F1 Team-re változik. 2019-ben a Rich Energy elvesztette a pert a Whyte Bikes-al szemben amiért ők lemásolták a bicikli gyártó cég logóját. 4 nappal a 2019-es Brit Nagydíj előtt, a Rich Energy Twittere bejelentette, hogy felbontják a szponzori szerződést a rossz teljesítményre hivatkozva. Ezt később a csapat és a Rich Energy is megcáfolta. 1 nappal az Olasz Nagydíj előtt a Haas bejelentette, hogy azonnali hatállyal felbontják a szerződést a Rich Energy-vel. A szezon további részében Haas F1 Team néven versenyeznek, az autókról lekerültek a Rich Energy szövegek és logók, ám a szín változatlan maradt. A csapat teljesítménye az előző szezonhoz képest nagy mértékben visszaesett, amíg az időmérőkön meglehetősen jól szerepeltek, addig a versenyek többségén gumigondokkal küszködtek, ezek miatt pedig visszaestek. Ennek megértése érdekében Grosjean az ausztráliai specifikációjú autóval, míg Magnussen a továbbfejlesztett verzióval versenyzett a Német Nagydíjtól kezdve. Az évet végül a 9. helyen zárták, mindössze 28 ponttal, ez a legkevesebb a csapat történetében.

### 2020
Sokak meglepetésére a csapat változatlan pilótapárossal vágott neki a 2020-as évnek. Az alaposan gyengébb Ferrari motorok és technikai eszközök miatt a gárda visszacsúszott az alacsony középcsapatok közé. 2020 márciusában még az is felmerült, hogy elhagyják a Formula–1 mezőnyét. Az első két hétvégén pontot sem tudtak szerezni. A csapat első pontját az új kiírásban Kevin Magnussen szerezte a Hungaroringen, amikor a 9. pozícióban intették le, azonban később ő és csapattársa, Romain Grosjean is 10-10 másodperces időbüntetést kapott, mivel szabálytalanul vettek igénybe segítséget a felvezető körükön, de ennek ellenére Magnussen így is szerzett egy pontot, mert a 10. helyre esett így vissza. 2020. november 29-én a bahreini nagydíjon nem sokkal a rajt után Grosjean a 3-as kanyarban hirtelen jobbra húzott és összeért az AlphaTaurit vezető orosz Danyiil Kvjattal, amelynek következtében nagy sebességgel csapódott a szalagkorlátnak és autója kettétört, majd kigyulladt. Az 53 G-s becsapódást követően, a biztonságtechnikai megoldásoknak is köszönhetően 28 másodperc után saját lábán szállt ki a roncsból. A versenyt azonnal piros zászlóval félbeszakították és a francia versenyzőt kisebb égési sérülésekkel szállították kórházba. Egy nappal később, november 30-án a csapat bejelentette, hogy elővigyázatosságból Grosjean helyett a hivatalos teszt- és tartalékpilótát, Pietro Fittipaldit indítják a 16. fordulóban, a szahír nagydíjon. Mivel a brazil újoncnak nem volt elegendő szuperlicensz-pontja, ezért különleges engedéllyel állhat rajthoz a hétvégén.

### 2021

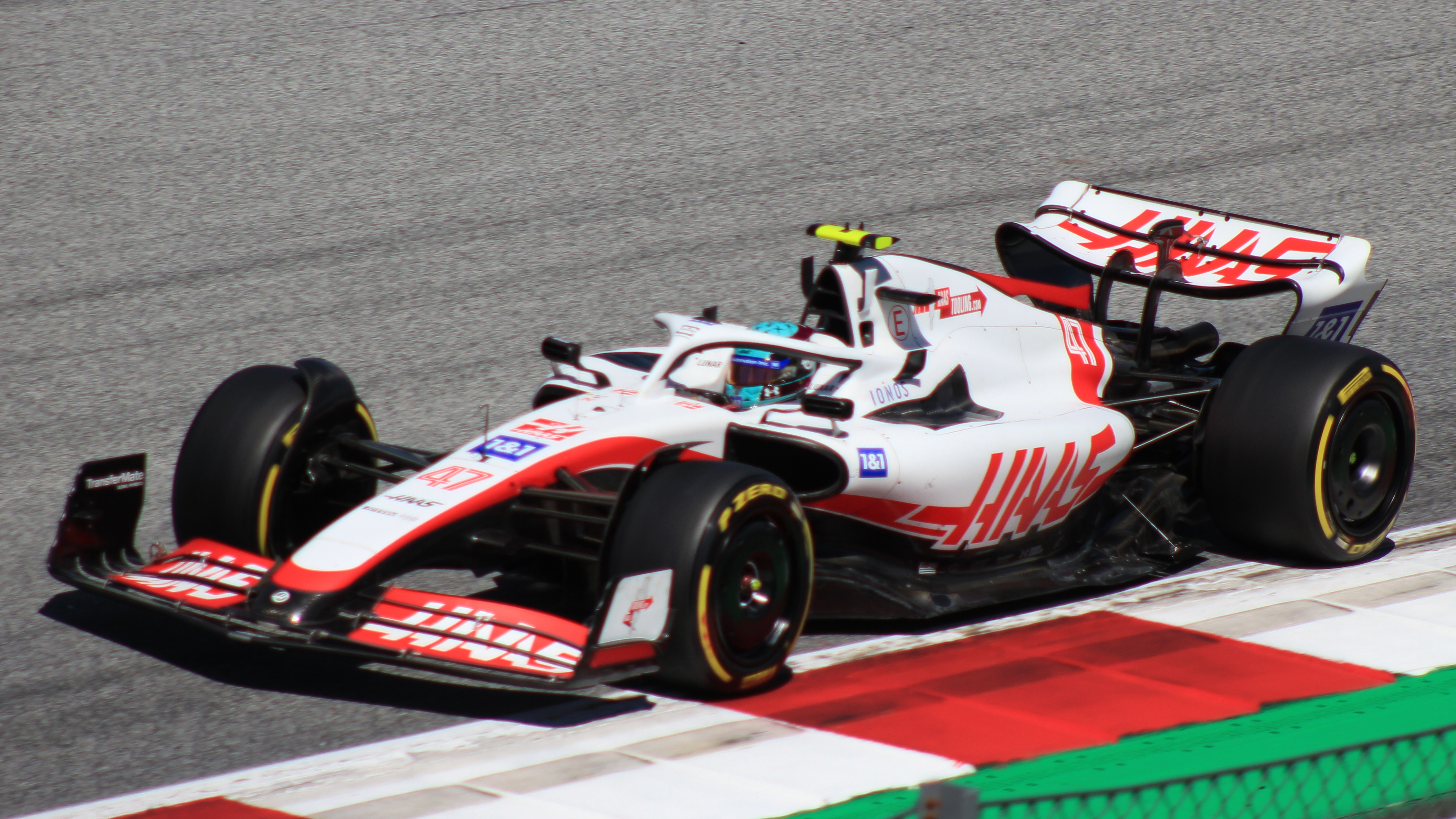
Mick Schumacher Ausztriában

Kevin Magnussen és Romain Grosjean is elhagyta a csapatot a 2020-as év végén. A helyükre Nyikita Mazepin és Mick Schumacher került, aki megnyerte a 2020-as F2 bajnokságot. Azért, hogy túléljék a 2021-es évet pénzügyileg, a csapat kevés fejlesztést hozott a 2021-es autóra, inkább a 2022-es autóra fordították az erőforrásokat. Az évre a főszponzoruk az Uralkali lett, egy orosz műtrágyagyártó cég, amelynek főrészvényese Nyikita Mazepin apja, Dmitry Mazepin volt. A 2021-es autóra az Uralkali szponzorálásának eredményeképpen orosz színek kerültek felfestésre. A szezon első versenyén Mazepin az első körben megforgott, Schumacher pedig 16.-ként végzett.

### 2022
2022-es orosz-ukrán inváziót követően a Haas eltávolította autóiról az orosz szponzor Uralkali márkajelzését. Megbeszélések folynak az Uralkali és a Haas között mind a szponzorációs megállapodásokról, mind a Mazepinről, akinek a szerződése részben az Uralkali Haas szponzorálásán alapul. Március 5-én a csapat bejelentette, hogy azonnali hatállyal felbontotta szponzori szerződését az Uralkalival és a pilótaszerződést Nyikita Mazepinnel. Kevin Magnussen érkezett Mazepin helyére.
2022-ben a csapat, a korábbi évekhez képest, sokat fejlődött az idei évben. A mezőnynek, a közepénél kezdtek, de a szezon vége felé, az előnyük csökkent, és így jelenleg a 8. helyen állnak. A csapat és Kevin Magnussen megszerezte első pole-pozícióját a São Pauló-i nagydíjon.
2022 végén a csapat menesztette Mick Schumachert, és a helyére az Aston Martin tartalékpilótáját, Nico Hülkenberget igazolták le.

### 2023
Mick Schumacher helyére Nico Hülkenberg érkezett, Kevin Magnussen maradt az istállónál. A csapat főszponzora a MoneyGram lett, így a MoneyGram Haas F1 Team néven futnak idéntől. A szezon előtti teszteken egészen jól teljesít a VF-23-as autó.

## Összefoglaló
| Szezon | Név                                   | Modell     | Gumi | Motor            | Üzemanyag | Rajtszám   | Versenyzők                                        | Helyezés      |
| ------ | ------------------------------------- | ---------- | ---- | ---------------- | --------- | ---------- | ------------------------------------------------- | ------------- |
| 2016   | Haas F1 Team                          | Haas VF-16 | P    | Ferrari V6 turbó | Shell     | 8. 21.     | Romain Grosjean Esteban Gutiérrez                 | 8. (29 pont)  |
| 2017   | Haas F1 Team                          | Haas VF-17 | P    | Ferrari V6 turbó | Shell     | 8. 20.     | Romain Grosjean Kevin Magnussen                   | 8. (47 pont)  |
| 2018   | Haas F1 Team                          | Haas VF-18 | P    | Ferrari V6 turbó | Shell     | 8. 20.     | Romain Grosjean Kevin Magnussen                   | 5. (93 pont)  |
| 2019   | Rich Energy Haas F1 Team/Haas F1 Team | Haas VF-19 | P    | Ferrari V6 turbó | Shell     | 8. 20.     | Romain Grosjean Kevin Magnussen                   | 9. (28 pont)  |
| 2020   | Haas F1 Team                          | Haas VF-20 | P    | Ferrari V6 turbó | Shell     | 8. 51. 20. | Romain Grosjean Pietro Fittipaldi Kevin Magnussen | 9. (3 pont)   |
| 2021   | Uralkali Haas F1 Team                 | Haas VF-21 | P    | Ferrari V6 turbó | Shell     | 9. 47.     | Nyikita Mazepin Mick Schumacher                   | 10. (0 pont)  |
| 2022   | Haas F1 Team                          | Haas VF-22 | P    | Ferrari V6 turbó | Shell     | 20. 47.    | Kevin Magnussen Mick Schumacher                   | 8. (37 pont)  |
| 2023   | MoneyGram Haas F1 Team                | Haas VF-23 | P    | Ferrari V6 turbó | Shell     | 20. 27.    | Kevin Magnussen Nico Hülkenberg                   | 10. (12 pont) |

### Teljes Formula–1 eredménysorozata
(Táblázat értelmezése)

(Félkövér: pole-pozícióból indult; dőlt: leggyorsabb kört futott) 

| A Haas teljes Formula–1-es eredménysorozata | A Haas teljes Formula–1-es eredménysorozata | A Haas teljes Formula–1-es eredménysorozata | A Haas teljes Formula–1-es eredménysorozata | A Haas teljes Formula–1-es eredménysorozata | A Haas teljes Formula–1-es eredménysorozata | A Haas teljes Formula–1-es eredménysorozata | A Haas teljes Formula–1-es eredménysorozata | A Haas teljes Formula–1-es eredménysorozata | A Haas teljes Formula–1-es eredménysorozata | A Haas teljes Formula–1-es eredménysorozata | A Haas teljes Formula–1-es eredménysorozata | A Haas teljes Formula–1-es eredménysorozata | A Haas teljes Formula–1-es eredménysorozata | A Haas teljes Formula–1-es eredménysorozata | A Haas teljes Formula–1-es eredménysorozata | A Haas teljes Formula–1-es eredménysorozata | A Haas teljes Formula–1-es eredménysorozata | A Haas teljes Formula–1-es eredménysorozata | A Haas teljes Formula–1-es eredménysorozata | A Haas teljes Formula–1-es eredménysorozata | A Haas teljes Formula–1-es eredménysorozata | A Haas teljes Formula–1-es eredménysorozata | A Haas teljes Formula–1-es eredménysorozata | A Haas teljes Formula–1-es eredménysorozata | A Haas teljes Formula–1-es eredménysorozata | A Haas teljes Formula–1-es eredménysorozata | A Haas teljes Formula–1-es eredménysorozata | A Haas teljes Formula–1-es eredménysorozata | A Haas teljes Formula–1-es eredménysorozata | A Haas teljes Formula–1-es eredménysorozata |
| Év                                          | Kasztni                                     | Motor                                       | Gumi                                        | Versenyzők                                  | 1                                           | 2                                           | 3                                           | 4                                           | 5                                           | 6                                           | 7                                           | 8                                           | 9                                           | 10                                          | 11                                          | 12                                          | 13                                          | 14                                          | 15                                          | 16                                          | 17                                          | 18                                          | 19                                          | 20                                          | 21                                          | 22                                          | 23                                          | 24                                          | Pont                                        | Helyezés                                    |
| ------------------------------------------- | ------------------------------------------- | ------------------------------------------- | ------------------------------------------- | ------------------------------------------- | ------------------------------------------- | ------------------------------------------- | ------------------------------------------- | ------------------------------------------- | ------------------------------------------- | ------------------------------------------- | ------------------------------------------- | ------------------------------------------- | ------------------------------------------- | ------------------------------------------- | ------------------------------------------- | ------------------------------------------- | ------------------------------------------- | ------------------------------------------- | ------------------------------------------- | ------------------------------------------- | ------------------------------------------- | ------------------------------------------- | ------------------------------------------- | ------------------------------------------- | ------------------------------------------- | ------------------------------------------- | ------------------------------------------- | ------------------------------------------- | ------------------------------------------- | ------------------------------------------- |
| 2016                                        | VF-16                                       | Ferrari 061 1.6 V6 turbó                    | P                                           |                                             | AUS                                         | BHR                                         | CHN                                         | RUS                                         | ESP                                         | MON                                         | CAN                                         | EUR                                         | AUT                                         | GBR                                         | HUN                                         | GER                                         | BEL                                         | ITA                                         | SIN                                         | MAL                                         | JPN                                         | USA                                         | MEX                                         | BRA                                         | UAE                                         |                                             |                                             |                                             | 29                                          | 8.                                          |
| 2016                                        | VF-16                                       | Ferrari 061 1.6 V6 turbó                    | P                                           | Romain Grosjean                             | 6                                           | 5                                           | 19                                          | 8                                           | ki                                          | 13                                          | 14                                          | 13                                          | 7                                           | ki                                          | 14                                          | 13                                          | 13                                          | 11                                          | ni                                          | ki                                          | 11                                          | 10                                          | 20                                          | ni                                          | 11                                          |                                             |                                             |                                             | 29                                          | 8.                                          |
| 2016                                        | VF-16                                       | Ferrari 061 1.6 V6 turbó                    | P                                           | Esteban Gutiérrez                           | ki                                          | ki                                          | 14                                          | 17                                          | 11                                          | 11                                          | 13                                          | 16                                          | 11                                          | 16                                          | 13                                          | 11                                          | 12                                          | 13                                          | 11                                          | ki                                          | 20                                          | ki                                          | 19                                          | ki                                          | 12                                          |                                             |                                             |                                             | 29                                          | 8.                                          |
| 2017                                        | VF-17                                       | Ferrari 062 1.6 V6 turbó                    | P                                           |                                             | AUS                                         | CHN                                         | BHR                                         | RUS                                         | ESP                                         | MON                                         | CAN                                         | AZE                                         | AUT                                         | GBR                                         | HUN                                         | BEL                                         | ITA                                         | SIN                                         | MAL                                         | JPN                                         | USA                                         | MEX                                         | BRA                                         | UAE                                         |                                             |                                             |                                             |                                             | 47                                          | 8.                                          |
| 2017                                        | VF-17                                       | Ferrari 062 1.6 V6 turbó                    | P                                           | Romain Grosjean                             | ki                                          | 11                                          | 8                                           | ki                                          | 10                                          | 8                                           | 10                                          | 13                                          | 6                                           | 13                                          | ki                                          | 7                                           | 15                                          | 9                                           | 13                                          | 9                                           | 14                                          | 15                                          | 15                                          | 11                                          |                                             |                                             |                                             |                                             | 47                                          | 8.                                          |
| 2017                                        | VF-17                                       | Ferrari 062 1.6 V6 turbó                    | P                                           | Kevin Magnussen                             | ki                                          | 8                                           | ki                                          | 13                                          | 14                                          | 10                                          | 12                                          | 7                                           | ki                                          | 12                                          | 13                                          | 15                                          | 11                                          | ki                                          | 12                                          | 8                                           | 16                                          | 8                                           | ki                                          | 13                                          |                                             |                                             |                                             |                                             | 47                                          | 8.                                          |
| 2018                                        | VF-18                                       | Ferrari 063 EVO 1.6 V6 turbó                | P                                           |                                             | AUS                                         | BHR                                         | CHN                                         | AZE                                         | ESP                                         | MON                                         | CAN                                         | FRA                                         | AUT                                         | GBR                                         | GER                                         | HUN                                         | BEL                                         | ITA                                         | SIN                                         | RUS                                         | JPN                                         | USA                                         | MEX                                         | BRA                                         | UAE                                         |                                             |                                             |                                             | 93                                          | 5.                                          |
| 2018                                        | VF-18                                       | Ferrari 063 EVO 1.6 V6 turbó                | P                                           | Romain Grosjean                             | ki                                          | 13                                          | 17                                          | ki                                          | ki                                          | 15                                          | 12                                          | 11                                          | 4                                           | ki                                          | 6                                           | 10                                          | 7                                           | kiz                                         | 15                                          | 11                                          | 8                                           | ki                                          | 16                                          | 8                                           | 9                                           |                                             |                                             |                                             | 93                                          | 5.                                          |
| 2018                                        | VF-18                                       | Ferrari 063 EVO 1.6 V6 turbó                | P                                           | Kevin Magnussen                             | ki                                          | 5                                           | 10                                          | 13                                          | 6                                           | 13                                          | 13                                          | 6                                           | 5                                           | 9                                           | 11                                          | 7                                           | 8                                           | 16                                          | 18                                          | 8                                           | ki                                          | kiz                                         | 15                                          | 9                                           | 10                                          |                                             |                                             |                                             | 93                                          | 5.                                          |
| 2019                                        | VF-19                                       | Ferrari 064 1.6 V6 turbó                    | P                                           |                                             | AUS                                         | BHR                                         | CHN                                         | AZE                                         | ESP                                         | MON                                         | CAN                                         | FRA                                         | AUT                                         | GBR                                         | GER                                         | HUN                                         | BEL                                         | ITA                                         | SIN                                         | RUS                                         | JPN                                         | MEX                                         | USA                                         | BRA                                         | UAE                                         |                                             |                                             |                                             | 28                                          | 9.                                          |
| 2019                                        | VF-19                                       | Ferrari 064 1.6 V6 turbó                    | P                                           | Romain Grosjean                             | ki                                          | ki                                          | 11                                          | ki                                          | 10                                          | 10                                          | 14                                          | ki                                          | 16                                          | ki                                          | 7                                           | ki                                          | 13                                          | 16                                          | 11                                          | ki                                          | 13                                          | 17                                          | 15                                          | 13                                          | 15                                          |                                             |                                             |                                             | 28                                          | 9.                                          |
| 2019                                        | VF-19                                       | Ferrari 064 1.6 V6 turbó                    | P                                           | Kevin Magnussen                             | 6                                           | 13                                          | 13                                          | 13                                          | 7                                           | 14                                          | 17                                          | 17                                          | 19                                          | ki                                          | 8                                           | 13                                          | 12                                          | ki                                          | 17                                          | 9                                           | 15                                          | 15                                          | 18†                                         | 11                                          | 14                                          |                                             |                                             |                                             | 28                                          | 9.                                          |
| 2020                                        | VF-20                                       | Ferrari 065 1.6 V6 turbó                    | P                                           |                                             | AUT                                         | STY                                         | HUN                                         | GBR                                         | 70                                          | ESP                                         | BEL                                         | ITA                                         | TOS                                         | RUS                                         | EIF                                         | POR                                         | EMI                                         | TUR                                         | BHR                                         | SAK                                         | UAE                                         |                                             |                                             |                                             |                                             |                                             |                                             |                                             | 3                                           | 9.                                          |
| 2020                                        | VF-20                                       | Ferrari 065 1.6 V6 turbó                    | P                                           | Romain Grosjean                             | ki                                          | 13                                          | 16                                          | 16                                          | 16                                          | 19                                          | 15                                          | 12                                          | 12                                          | 17                                          | 9                                           | 17                                          | 14                                          | ki                                          | ki                                          |                                             |                                             |                                             |                                             |                                             |                                             |                                             |                                             |                                             | 3                                           | 9.                                          |
| 2020                                        | VF-20                                       | Ferrari 065 1.6 V6 turbó                    | P                                           | Kevin Magnussen                             | ki                                          | 12                                          | 10                                          | ki                                          | ki                                          | 15                                          | 17                                          | ki                                          | ki                                          | 12                                          | 13                                          | 16                                          | ki                                          | 17†                                         | 17                                          | 15                                          | 18                                          |                                             |                                             |                                             |                                             |                                             |                                             |                                             | 3                                           | 9.                                          |
| 2020                                        | VF-20                                       | Ferrari 065 1.6 V6 turbó                    | P                                           | Pietro Fittipaldi                           |                                             |                                             |                                             |                                             |                                             |                                             |                                             |                                             |                                             |                                             |                                             |                                             |                                             |                                             |                                             | 17                                          | 19                                          |                                             |                                             |                                             |                                             |                                             |                                             |                                             | 3                                           | 9.                                          |
| 2021                                        | VF-21                                       | Ferrari 066 1.6 V6 turbó                    | P                                           |                                             | BHR                                         | EMI                                         | POR                                         | ESP                                         | MON                                         | AZE                                         | FRA                                         | STY                                         | AUT                                         | GBR                                         | HUN                                         | BEL                                         | NED                                         | ITA                                         | RUS                                         | TUR                                         | USA                                         | MEX                                         | BRA                                         | QAT                                         | SAU                                         | UAE                                         |                                             |                                             | 0                                           | 10.                                         |
| 2021                                        | VF-21                                       | Ferrari 066 1.6 V6 turbó                    | P                                           | Nyikita Mazepin                             | ki                                          | 17                                          | 19                                          | 19                                          | 17                                          | 14                                          | 20                                          | 18                                          | 19                                          | 17                                          | ki                                          | 17                                          | ki                                          | ki                                          | 18                                          | 20                                          | 17                                          | 18                                          | 17                                          | 18                                          | ki                                          | vi                                          |                                             |                                             | 0                                           | 10.                                         |
| 2021                                        | VF-21                                       | Ferrari 066 1.6 V6 turbó                    | P                                           | Mick Schumacher                             | 16                                          | 16                                          | 17                                          | 18                                          | 18                                          | 13                                          | 19                                          | 16                                          | 18                                          | 18                                          | 12                                          | 16                                          | 18                                          | 15                                          | ki                                          | 19                                          | 16                                          | ki                                          | 18                                          | 16                                          | ki                                          | 14                                          |                                             |                                             | 0                                           | 10.                                         |
| 2022                                        | VF-22                                       | Ferrari 066/7 1.6 V6 t                      | P                                           |                                             | BHR                                         | SAU                                         | AUS                                         | EMI                                         | MIA                                         | ESP                                         | MON                                         | AZE                                         | CAN                                         | GBR                                         | AUT                                         | FRA                                         | HUN                                         | BEL                                         | NED                                         | ITA                                         | SIN                                         | JPN                                         | USA                                         | MEX                                         | BRA                                         | UAE                                         |                                             |                                             | 37                                          | 8.                                          |
| 2022                                        | VF-22                                       | Ferrari 066/7 1.6 V6 t                      | P                                           | Kevin Magnussen                             | 5                                           | 9                                           | 14                                          | 9                                           | 16†                                         | 17                                          | ki                                          | ki                                          | 17                                          | 10                                          | 8                                           | ki                                          | 16                                          | 16                                          | 15                                          | 12                                          | 12                                          | 14                                          | 9                                           | 17                                          | ki                                          | 17                                          |                                             |                                             | 37                                          | 8.                                          |
| 2022                                        | VF-22                                       | Ferrari 066/7 1.6 V6 t                      | P                                           | Mick Schumacher                             | 11                                          | ni                                          | 13                                          | 17                                          | 15                                          | 14                                          | ki                                          | 14                                          | ki                                          | 8                                           | 6                                           | 15                                          | 14                                          | 17                                          | 13                                          | 13                                          | 13                                          | 17                                          | 14                                          | 16                                          | 13                                          | 16                                          |                                             |                                             | 37                                          | 8.                                          |
| 2023                                        | VF-23                                       | Ferrari 1.6 V6 t                            | P                                           |                                             | BHR                                         | SAU                                         | AUS                                         | AZE                                         | MIA                                         | MON                                         | ESP                                         | CAN                                         | AUT                                         | GBR                                         | HUN                                         | BEL                                         | NED                                         | ITA                                         | SIN                                         | JPN                                         | QAT                                         | USA                                         | MEX                                         | BRA                                         | LVS                                         | UAE                                         |                                             |                                             | 12                                          | 10.                                         |
| 2023                                        | VF-23                                       | Ferrari 1.6 V6 t                            | P                                           | Kevin Magnussen                             | 13                                          | 10                                          | 17†                                         | 13                                          | 10                                          | 19†                                         | 18                                          | 17                                          | 18                                          | ki                                          | 17                                          | 15                                          | 16                                          | 18                                          | 10                                          | 15                                          | 14                                          | 14                                          | ki                                          | ki                                          | 13                                          | 20                                          |                                             |                                             | 12                                          | 10.                                         |
| 2023                                        | VF-23                                       | Ferrari 1.6 V6 t                            | P                                           | Nico Hülkenberg                             | 15                                          | 12                                          | 7                                           | 17                                          | 15                                          | 17                                          | 15                                          | 15                                          | ki                                          | 13                                          | 14                                          | 18                                          | 12                                          | 17                                          | 13                                          | 14                                          | 16                                          | 11                                          | 13                                          | 12                                          | 19†                                         | 15                                          |                                             |                                             | 12                                          | 10.                                         |
| 2024                                        | VF-24                                       | Ferrari 1.6 V6 t                            | P                                           |                                             | BHR                                         | SAU                                         | AUS                                         | JPN                                         | CHN                                         | MIA                                         | EMI                                         | MON                                         | CAN                                         | ESP                                         | AUT                                         | GBR                                         | HUN                                         | BEL                                         | NED                                         | ITA                                         | AZE                                         | SIN                                         | USA                                         | MEX                                         | BRA                                         | LVS                                         | QAT                                         | UAE                                         | 27*                                         | 7.*                                         |
| 2024                                        | VF-24                                       | Ferrari 1.6 V6 t                            | P                                           | Kevin Magnussen                             | 12                                          | 12                                          | 10                                          | 13                                          | 16                                          | 19                                          | 12                                          | ki                                          | 12                                          | 17                                          | 8                                           | 12                                          | 15                                          | 14                                          |                                             |                                             |                                             |                                             |                                             |                                             |                                             |                                             |                                             |                                             | 27*                                         | 7.*                                         |
| 2024                                        | VF-24                                       | Ferrari 1.6 V6 t                            | P                                           | Nico Hülkenberg                             | 16                                          | 10                                          | 9                                           | 11                                          | 10                                          | 11                                          | 11                                          | ki                                          | 11                                          | 11                                          | 6                                           | 6                                           | 13                                          | 18                                          |                                             |                                             |                                             |                                             |                                             |                                             |                                             |                                             |                                             |                                             | 27*                                         | 7.*                                         |

† A versenyző nem ért célba, de teljesítette a verseny legalább 90%-át, így helyezését értékelték.
* Folyamatban lévő szezon.